# Father Gets in the Game
Father Gets in the Game é um filme mudo norte-americano de 1908, do gênero comédia em curta-metragem, escrito e dirigido por D. W. Griffith.

## Elenco
- Mack Sennett
- Harry Solter
- George Gebhardt
- Linda Arvidson
- Charles Avery
- Charles Gorman
- Charles Inslee
- Florence Lawrence
- Marion Leonard
- Jeanie Macpherson